# 交通流量統計

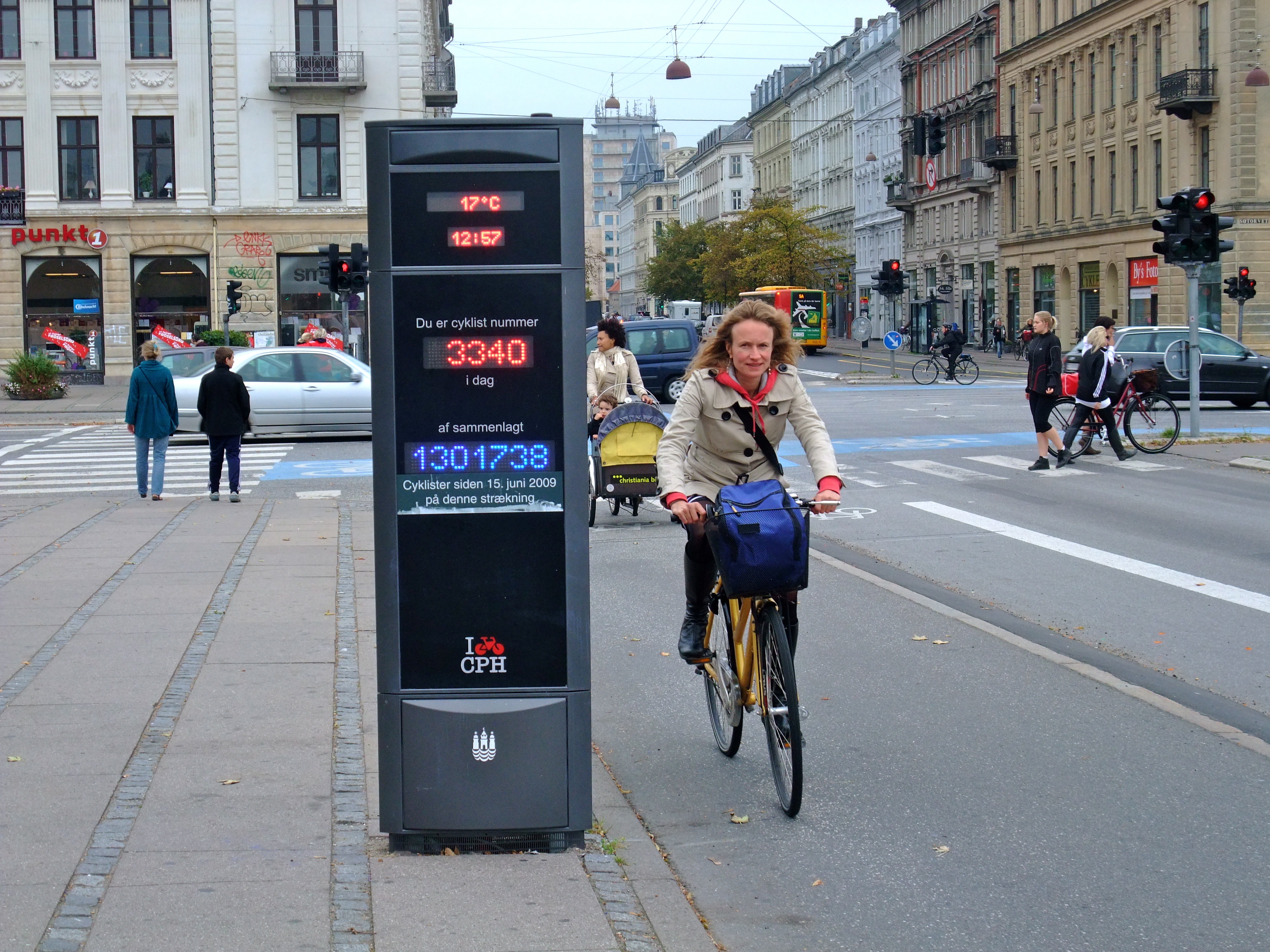
在丹麥哥本哈根的一条自行车道上，自行车计数器可以显示当天途徑當地的自行车数量和全年的自行車数量。

交通流量統計又稱交通量統計，是指沿某一特定道路或十字路口對途徑上述地點的车辆或行人的數量進行统计。交通流量统计通常由安装在道路附近的設備自動統計，或由观察员手持电子装置或在记录表上以目测方式统计和记录過往的车辆或行人的數量。地方政府可以利用交通流量统计来确定哪些道路容易出現擁堵，并改善该道路的擁堵情況或提供替代方案。